# Dorángel Vargas
 (mai 2017).
Si vous disposez d'ouvrages ou d'articles de référence ou si vous connaissez des sites web de qualité traitant du thème abordé ici, merci de compléter l'article en donnant les références utiles à sa vérifiabilité et en les liant à la section « Notes et références ».
Dorángel Vargas, né le 14 mai 1956, est un tueur en série et un cannibale vénézuélien, également connu sous les noms de « El comegente » (lit. mangeur d'homme) et « Hannibal Lecter des Andes ». 
Sans abri, il chassait les passants du parc de la ville de San Cristóbal (État de Táchira).

## Biographie
Dorángel Vargas Gomez est issu d'une famille de fermiers. A priori il fut arrêté par trois fois, deux fois pour des faits mineurs (vol de poules et de bovins). La troisième fois, en 1995, il admettra à l'Institute of Psychiatric Rehabilitation Peribeca le meurtre de Baltazar Cruz Moreno, et par la suite avoua son cannibalisme. Il arriva à s'échapper de ce centre et mena une vie à peu près normale dans la pauvreté, sans ennuyer qui que ce soit.
Il est dit qu'il a perpétré ses crimes entre novembre 1998 et janvier 1999. Dorángel chassait ses victimes avec une lance et de temps à autre avec des pierres. Il conserva les parties du corps qu'il pouvait éventuellement cuisiner et habituellement brûlait les pieds, mains et têtes.
Il semble que ses cibles principales étaient des athlètes sans aucune méfiance et des terrassiers travaillant à la rivière. Il ne mangea pas de femmes ou d'enfants.
Le 12 février, 1999, les membres de la défense civile trouvèrent les restes du corps de deux jeunes et alertèrent les forces de l'ordre. Cherchant autour du même périmètre, les restes de six corps furent trouvés. L'hypothèse sur la trouvaille des corps est que la parcelle de terre était un cimetière lié aux gangs de la drogue et aussi pour les victimes de culte satanique. À la suite des investigations, il fut confirmé que toutes les victimes étaient des personnes portées disparues. Plus l'enquête progressa, plus Vargas devint un suspect potentiel. La bicoque qu'il occupait non loin du périmètre des meurtres révéla plusieurs plats contenant de la chair humaine et des viscères cuisinés pour consommer. On y trouva également la tête de trois humains et plusieurs pieds et mains.
Une fois capturé, il avoua avoir tué et mangé 10 hommes pendant les deux ans qui ont précédé son arrestation en 1999.